# Внутрішні війська Азербайджану
Внутрішні війська Азербайджану (азерб. Azərbaycan Respublikası Daxili Qoşunları), також відомі як Внутрішні війська або Внутрішня гвардія — це уніформовані сили, подібні до жандармерії, в Азербайджані. Внутрішні війська підпорядковуються Міністерству внутрішніх справ Азербайджану (поліцейському органу країни). Внутрішні війська є нащадком Внутрішніх вйськ Радянського Союзу та використовуються для боротьби з надзвичайними ситуаціями внутрішнього характеру, такими як стихійні лиха, відновлення громадського порядку, внутрішні збройні конфлікти та для охорони важливих об'єктів. Під час воєнного часу Внутрішні війська підпорядковуються Сухопутним військам Азербайджану та виконують завдання місцевої оборони та безпеки. Інші правоохоронні органи Азербайджану включають Національну гвардію Азербайджану та Державну прикордонну службу та її підрозділ Берегової охорони. Заснована в 1933 році, газета «Мубаріз Кешікде» інформує громадськість про діяльність внутрішніх військ.

## Історія
У 1991 році указом президента були створені Внутрішні війська Азербайджану, а пізніше, у 1994 році, сфери діяльності Внутрішніх військ були визначені законом країни про статус Внутрішніх військ. 12 березня визначено як «День внутрішніх військ» указом Президента від 9 березня 1995 року.

## Цілі
Згідно із законом, Внутрішні війська виконують такі завдання:
- Разом з іншими органами внутрішніх справ у містах та інших населених пунктах діють з метою захисту населення, забезпечення громадської безпеки під час масових заходів, зокрема:
  - Важливі державні та громадські заходи, а також перевезення важливих осіб;
  - Брати участь у пошуку та затриманні порушників, що проникають на територію, що охороняється;
- Забезпечити Департамент Міністерства внутрішніх справ персоналом для охорони складів та військових баз;
- Забезпечити Департамент Міністерства внутрішніх справ персоналом для надання допомоги у разі стихійних лих та інших подібних ситуацій;
- Допомога у запобіганні масовим заворушенням у житлових районах;
- Надати допомогу у запобіганні масовим заворушенням у в'язницях;
- Здійснювати пошук та затримання засуджених, що перебувають у в'язниці, та заарештованих осіб;
- За потреби брати участь в обороні району.

Озброєння включає німецькі пістолети-кулемети Heckler & Koch MP5.

## Структура

### Головне управління внутрішніх військ

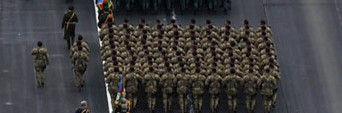
Внутрішні війська на параді Перемоги в Баку 2020 року.

Цей департамент вважається основним структурним підрозділом для захисту державних та громадянських інтересів країни. Відповідно до статті 11 «Закону про питання внутрішніх військ», головним управлінням Внутрішніх військ керує командувач внутрішніх військ. Внутрішні війська Азербайджану співпрацюють з аналогічними органами кількох країн, таких як Китай та Туреччина.
Термін військової служби становить вісімнадцять місяців, але для студентів бакалаврату цей термін визначається як рік[відсутнє в джерелі].

#### Військова рада
Військова рада діє у складі Головного управління внутрішніх військ на підставі статуту, затвердженого президентом. До складу ради входять командувач внутрішніх військ, начальник штабу та заступники командувача. Однак, серед інших посадових осіб головного відомства є військова рада[відсутнє в джерелі]..

#### Лікарня
Військовий госпіталь Внутрішніх військ був створений у 1993 році. Лікарня має 12 відділень: 15 грудня 2005 року лікарня змінила своє місце перебування. Усі військовослужбовці, які звертаються до Військового шпиталю Внутрішніх військ, а також члени їхніх сімей проходять первинний клінічний огляд, і їм може бути надана невідкладна медична допомога.

### Загальновійськова бригада Внутрішніх військ
10 квітня 1995 року було сформовано Нахічеванський батальйон «Н» Внутрішніх військ, який у 2002 році був перетворений на полк. У 2014 році було створено Нахічеванську бригаду спеціального призначення Внутрішніх військ. Наразі входить до складу Нахічеванського гарнізону.

## Командувач внутрішніх військ
Командувач внутрішніх військ є заступником директора Міністерства внутрішніх справ та головою штабу внутрішніх військ. Основні обов'язки командира полягають у керівництві внутрішніми військами, забезпеченні підготовки мобілізації та ефективному виконанні офіцерських обов'язків. Крім того, згідно зі статтею 10, командир вважається особою, яка приймає рішення щодо питань внутрішніх військ[відсутнє в джерелі]..

### Список командирів
| Ном. | Ім'я                            | Зображення | Початок терміну | Кінець терміну |
| ---- | ------------------------------- | ---------- | --------------- | -------------- |
| 1    | Генерал-лейтенант Закір Гасанов |            | 2003 рік        | 2013 рік       |
| 2    | Генерал-лейтенант Шахін Мамедов |            | 2013            | н.ч.           |

## Освітні заклади

### Вище військове училище внутрішніх військ
Вища військова школа Внутрішніх військ Азербайджану створена відповідно до Указу Президента від 25 лютого 2011 року на базі Професійно-технічної військової школи Внутрішніх військ. Положення про військове училище було затверджено указом Президента у 2012 році. Вища військова школа внутрішніх військ розташована в Баку та очолює її Ільгар Мамедов.
Військове училище відповідає за підготовку військово-спеціальних кадрів, удосконалення спеціальностей військовослужбовців та реалізацію науково-дослідних питань. Тривалість навчання становить чотири роки, а навчання та предмети визначені відповідно до Європейської системи перезарахування кредитів (ECTS), яка гарантує академічне визнання навчання за кордоном. Вища військова школа надає випускникам дві спеціальності: військову та цивільну. «Військовослужбовець з вищою спеціальною військовою освітою» – це військова спеціальність, а «Вчитель фізичного виховання та початкової підготовки» – цивільна спеціальність. Водночас випускники отримують як ступінь бакалавра, так і військове звання лейтенанта.

## Зовнішні посилання
- Внутрішні війська Міністерства внутрішніх справ (азерб.), (рос.)